# Sven Theißen
Sven Theißen (Duisburg, Rin del Nord-Westfàlia, 24 d'octubre de 1988) és un exfutbolista alemany que jugava com a defensa.
Theißen va fer el seu debut complet el 22 de novembre de 2009 en un partit de 2. Bundesliga contra el SpVgg Greuther Fürth. En 2011 va fitxar pel Sport Club Fortuna Köln i en 2012 pel VfB Lübeck. En aquest equip es va retirar el 2015, ocupant càrrecs de gerència i màrqueting en la direcció del club.